# 구시와라역
구시와라역(일본어: 櫛原駅)은 일본 후쿠오카현 구루메시에 위치한 서일본 철도 덴진오무타 선의 역이다. 역 번호는 T26이다.

## 역사
- 1924년 4월 12일: 규슈 철도의 역으로 영업 개시.
- 1950년: 역사 개축.
- 2007년: 배리어 프리 대응 화장실 설치.
- 2008년 5월 18일: IC카드 nimoca 사용 개시.
- 2009년 6월 23일: nimoca 대응의 자동 개찰기 설치.
- 2017년 2월 1일: 역 번호 도입.

## 역 구조
작은 역사에 상대식 승강장 2면 2선의 지상역이다. 승강장이 상하로 3량분 정도 밖에 되지 않고 4량 이상의 정차 열차는 일부 차량만 문을 개폐한다.
니시테쓰쿠루메 이북 역의 유인역에서는 유일하게 자동 매표기가 없어 승차권은 창구에서 발매한다.

### 승강장
| ■ 덴진오무타 선 | 하행 | 구루메・야나가와・오무타 방면 |
| ■ 덴진오무타 선 | 상행 | 후쿠오카(덴진)・아마기 방면   |

## 이용 현황
| 연도 | 1일 평균 승차 인원 | 1일 평균 승하차 인원 |
| ---- | ------------------ | -------------------- |
| 2007 | 386                | 815                  |
| 2008 | 385                | 837                  |
| 2009 | 389                | 842                  |
| 2010 | 425                | 916                  |
| 2011 | 434                | 930                  |
| 2012 |                    | 895                  |
| 2013 |                    | 993                  |
| 2014 |                    | 988                  |
| 2015 |                    | 1,079                |
| 2016 |                    | 1,060                |

## 역 주변
- 구루메 중앙 공원
  - 후쿠오카 현 청소년 과학관
  - 구루메 시 조류 센터
- 구루메 치과 위생 전문학교
- 구시와라텐만구
- 구루메 성터

## 인접역
| 서일본 철도 ■ 덴진오무타 선               | 서일본 철도 ■ 덴진오무타 선 | 서일본 철도 ■ 덴진오무타 선    |
| ----------------------------------------- | --------------------------- | ------------------------------ |
| T25 미야노진 니시테쓰 후쿠오카(덴진) 방면 | ■ 보통                      | 니시테쓰쿠루메 T27 오무타 방면 |